# Thule (hjulångare)
Thule var en hjulångare med skonertrigg som byggdes vid Motala varv, Norrköping 1849. Tule hade ett systerfartyg, Berzelius.
Fartyget levererades till Norrländska Ångfartygsbolaget och sattes i trafik på sträckan Stockholm-Haparanda, där hon gick fram till 1880. 1874 byggdes Thule om till propellerångfartyg och såldes 1879 till Haparanda Ångfartygsbolag. Efter att 1880 ha strandat i närheten av Umeå såldes fartyget till grosshandlarfirman Slöör i Stockholm. Under 1881 skall hon ha seglas av Ångbåtsbolaget Härnösand-Nyland på denna rutt. 1885 såldes Thule till Umeå Ångfartygsbolag och övertogs genom en rederifusion 1887 av Umeå Nya Ångfartygs AB och sattes in på rutten Stockholm-Skelleftehamn. Vintern 1890-1891 genomgick hon en ombyggnation. Efter att 1912 ha sålts till Stockholms Rederi Svea gick hon 1914 på rutten Stockholm-Norrköping-Stockholm-Sundsvall-Härnösand-Örnsköldsvik-Husum-Nordmaling-Norrbyskär-Härnefors-Holmsund-Sikeå-Gumboda-Kallviken-Skelleftehamn-Kåge men återgick därefter till sin gamla rutt, under vissa år uträckt till Kåge. 1923-1927 gick trafiken mellan Gävle och Karlsborg, 1928-1930 mellan Gävle och Luleå, 1931-1932 mellan Stockholm och Skelleftehamn. 1933 och 1934 låg Thule upplagd och såldes därefter till Kramfors AB/Rederi AB Wilhelmina för att användas som pråm.
1965 såldes Thule till Danmark och döptes då om till Ernst C. Hon användes här som spannmålslager fram till omkring 1970 då fartyget skrotades.